# Masljanino
Masljanino (in lingua russa Macлянино) è una città situata nella Siberia meridionale, nell'Oblast' di Novosibirsk, in Russia. La città è il capoluogo amministrativo del distretto di Masljaninskij (in lingua russa Macлянинcкий Район, letteralmente Masljaninskij Rajon).